# Stanisławowo (powiat żuromiński)
Stanisławowo – wieś w Polsce położona w województwie mazowieckim, w powiecie żuromińskim, w gminie Bieżuń. Ma status sołectwa.
| SIMC    | Nazwa     | Rodzaj    |
| ------- | --------- | --------- |
| 0112259 | Semborze  | część wsi |
| 0112242 | Siedliska | część wsi |

Wierni Kościoła rzymskokatolickiego należą do parafii św. Stanisława Biskupa Męczennika w Bieżuniu.
W latach 1975–1998 miejscowość należała administracyjnie do województwa ciechanowskiego.